# Aaiha
Aaiha, (Aiha o Aayha) (árabe : ايحه) es un pueblo, municipio, lago y planicie en el Líbano. El municipio está ubicado en el distrito de Rachaiya en el sur de la Gobernación de Bekaa. Se encuentra en una cuenca intermontana cerca del Monte Hermon y de la frontera Siria, aproximadamente a medio camino entre  Rashaya y un lugar llamado Kfar Qouq. En Aaiha existen ruinas de un templo romano que se remonta al año 92 A. D. Georges Fadi Comair afirma que «el lago Aaiha se encuentra en las fronteras de tres países: Líbano, Siria e Israel».

## Templo romano
Edward Robinson visitó Aaiha en 1852. Robinson documentó un templo en un lago intermitente en la zona denominada "llanura de Aaiha". Hay un arroyo subterráneo que forma el lago a través de una cueva en el noroeste. Robinson comparó el lago con el que Josefo llama "Phiala". El arroyo subterráneo se conoce como la «fuente del Hasbani». El nivel está a 2 km de diámetro, es circular y rodeado de colinas.  George Taylor documenta el templo entre varios otros cerca de Monte Hermón.